# Sycoecus lamtoensis
Sycoecus lamtoensis är en stekelart som beskrevs av Van Noort 1993. Sycoecus lamtoensis ingår i släktet Sycoecus och familjen fikonsteklar.
Artens utbredningsområde är Elfenbenskusten. Inga underarter finns listade i Catalogue of Life.